# Kukulkan

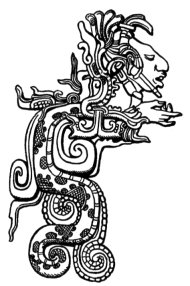
Kukulkan – Zielony Pierzasty Wąż

Kukulkan (Kukulcan, Tepeu Gucumatz) – w kulturze Majów odpowiednik azteckiego boga Quetzalcoatla, a także inkaskiego Wirakoczy; Zielony Pierzasty Wąż, stworzyciel świata i krzewiciel cywilizacji – utożsamiany z twórcą kultury Majów Itzamną.
Kukulkan jako bóg i władca czterech żywiołów: ziemi, wiatru, wody oraz ognia – reprezentowanych kolejno przez jego atrybuty, czyli kukurydzę, sępa, rybę i jaszczurkę uznawany był także za bóstwo odrodzenia i zmartwychwstania, natomiast w kulturze Tolteków za podniesionego do rangi bóstwa założyciela cywilizacji, twórcę medycyny i pierwszego systemu kalendarzowego, nauczyciela rolnictwa i rybołówstwa. Niekiedy nazywany także „Bogiem B”.
Kukulkan według legend Majów odpłynął na wschód skąd powróci tuż przed końcem świata, przedstawiany jest zwykle jako postać z dużym nosem, czasami z atrybutami charakterystycznymi dla Itzamny, czyli wężem i muszlami.
Kukulkanowi poświęcona jest świątynia-piramida El Castillo w starożytnym mieście Majów Chichén Itzá.